# جوك فلمنج
جوك فلمنج (بالإنجليزية: Jock Fleming)‏ (1 سبتمبر 1864 في المملكة المتحدة - 1 أغسطس 1934) هو لاعب كرة قدم بريطاني (وحمل سابقاً جنسية المملكة المتحدة لبريطانيا العظمى وأيرلندا) في مركز الهجوم. لعب مع أستون فيلا ونادي ساوثهامبتون وفايل أوف ليفن ‏ ولينكولن سيتي أف سي.